# Большой Манчестер
Большо́й Ма́нчестер (англ. Greater Manchester) — церемониальное город-графство в Англии. Входит в состав региона Северо-Западная Англия. Население составляет более 2,8 млн человек (на 2014 год). Состоит из 10 муниципальных районов и двух городов (Манчестер и Солфорд). Большой Манчестер был образован 1 апреля 1974 года законом о местном самоуправлении, принятом в 1972 году.
Площадь Большого Манчестера составляет 1285 км². Большой Манчестер граничит с Чеширом (на юго-западе и юге), Дербиширом (на юго-востоке), Уэст-Йоркширом (на северо-востоке), Ланкаширом (на севере) и Мерсисайдом (на западе). На территории графства расположены городские территории с высокой плотностью населения, пригороды и сельские территории. Большая часть территории Большого Манчестера урбанизирована. В графстве есть чётко выраженный деловой центр, образуемый городским центром Манчестера, а также прилегающими частями Солфорда и Траффорда. Вместе с тем Большой Манчестер является полицентрическим графством, так как состоит из десяти муниципальных районов, в каждом из которых есть как минимум один центральный город и его окраины.
Городская агломерация Большого Манчестера занимает третье место в списке самых населённых агломераций Великобритании, охватывая большую часть территории графства.

## География

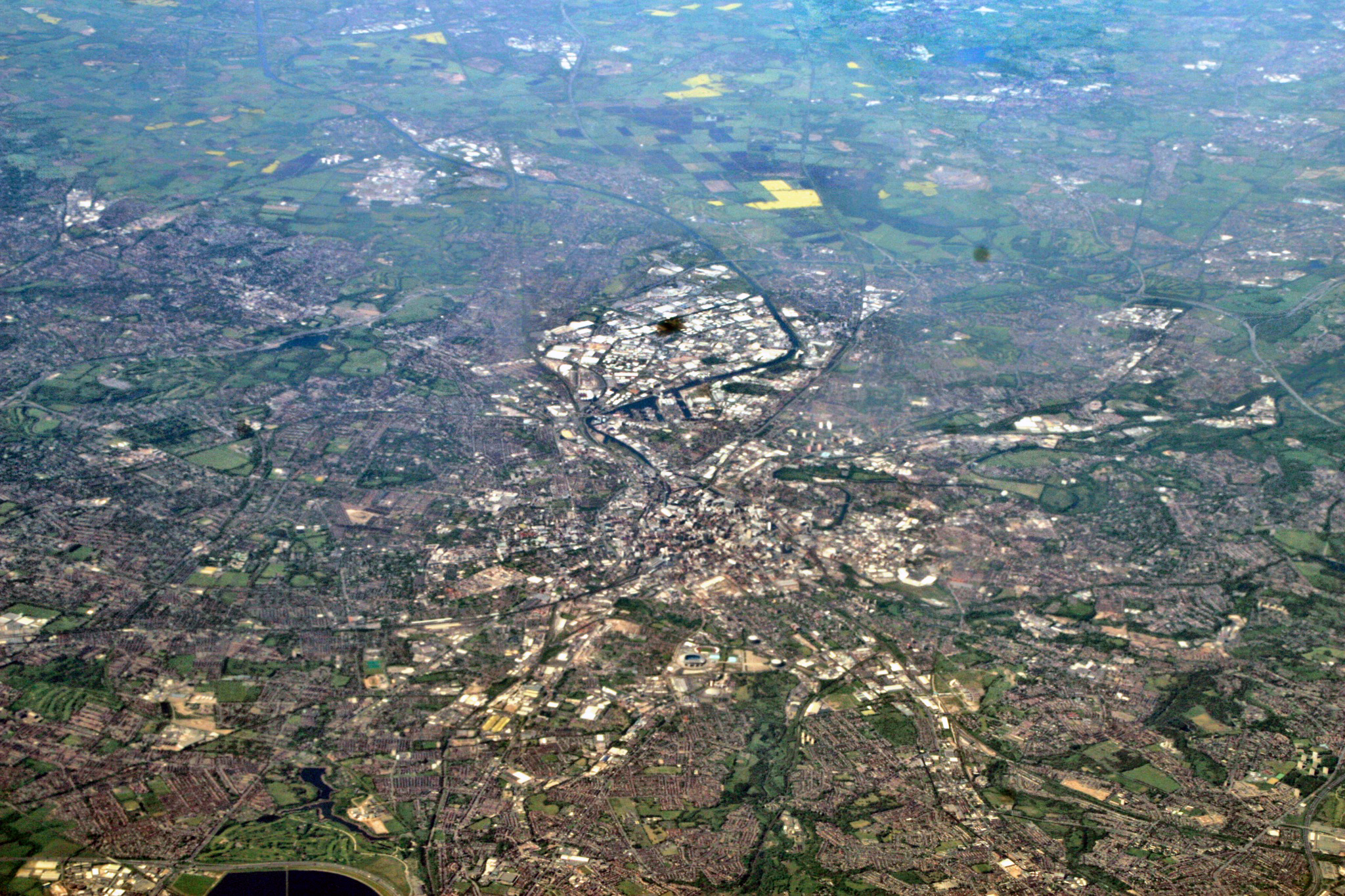
Вид с воздуха

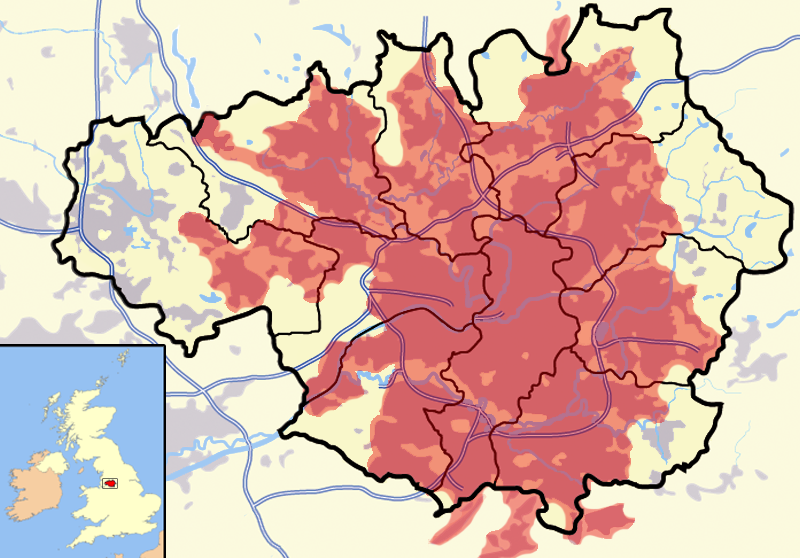
Агломерация Большого Манчестера (выделена красным цветом) на фоне границ метропольного графства

Площадь графства Большой Манчестер составляет 1276 км². В восточной части графства находятся Пеннинские горы: они проходят через Олдем, Рочдейл и Теймсайд. На западе графства находятся Пеннинские болота, каменноугольные бассейны (в основном, песчаники и глинистые сланцы). Через границы графства протекают реки Мерси и Тейм. Также по территории графства протекают реки Бил, Дуглас Ирк.
На территории графства расположены городские территории с высокой плотностью населения, пригоды и сельские территории. Большая часть Большого Манчестера урбанизирована. В графстве есть чётко выраженный деловой центр, образуемый городским центром Манчестера, а также прилегающими частями Солфорда и Траффорда. Вместе с тем, Большой Манчестер является полицентрическим графством, так как состоит из десяти муниципальных районов, в каждом из которых есть как минимум один центральный город и его окраины. Большой Манчестер является, возможно, самой многосоставной агломерацией в Великобритании за пределами Лондона, что прямо отражается в плотности транспортной сети региона и размерах инвестиций, направляемых на её постоянное развитие.
Служба национальной статистики Великобритании выделяет агломерацию Большого Манчестера (Greater Manchester Urban Area), сосредоточенную вокруг города Манчестер и его крупных пригородов. Агломерация покрывает большую часть (хотя не всю) метропольного графства. В агломерацию не входят поселения Уиган и Марпл, которые расположены в границах графства Большой Манчестер, но входят некоторые поселения других графств, например, Уилмслоу и Олдерли Эдж из Чешира, Уитуорт из Ланкашира. Хотя ни графство Большой Манчестер, ни агломерация Большого Манчестера не обладают статусом «сити» в Соединённом Королевстве, Европейский Союз рассматривает агломерацию вокруг Манчестера «гомогенным городским регионом».
На территории Большого Манчестера был выделен 21 участок особого научного значения: 14 из них представляют особый биологический интерес, 5 — геологический интерес, а 2 — оба одновременно.

## Административное деление
В нижеприведённой таблице перечислены районы (англ. metropolitan borough) графства, а также большая часть их населённых пунктов.
| Метропольное графство | Муниципальный район | Муниципальный район | Административный центр | Другие поселения |
| --------------------- | ------------------- | ------------------- | ---------------------- | --- |
| Большой Манчестер     | Бери                |                     | Бери                   | Престуич, Рэдклифф, Рэмсботтом, Тоттингтон, Уайтфилд |
| Большой Манчестер     | Болтон              |                     | Болтон                 | Блэкрод, Фарнуорт, Хоруич, Керсли, Литтл Ливер, Саут Тертон, Уэстхоутен                                                                                    |
| Большой Манчестер     | Сити-оф-Манчестер   |                     | Манчестер              | Блейкли, Читем Хилл, Чорлтон-кам-Харди, Дидсбери, Рингуэй, Уитингтон, Уитеншо                                                                              |
| Большой Манчестер     | Олдем               |                     | Олдем                  | Чаддертон, Шоу энд Кромптон, Фейлсуорт, Лис, Ройтон, Сэддлуорт                                                                                             |
| Большой Манчестер     | Рочдейл             |                     | Рочдейл                | Хейвуд, Литтлборо, Миддлтон, Милнроу, Ньюхей, Уордл |
| Большой Манчестер     | Сити-оф-Солфорд     |                     | Суинтон                | Экклс, Клифтон, Литтл Халтон, Уокден, Уорсли, Солфорд, Ирлэм, Пендлбери, Кэдисхед, Пэтрикрофт, Монтон                                                      |
| Большой Манчестер     | Стокпорт            |                     | Стокпорт               | Брэмхолл, Брэдбери, Чидл, Гатли, Хэйзел Грув, Марпл, Ромили Вудли                                                                                          |
| Большой Манчестер     | Теймсайд            |                     | Аштон-андер-Лайн       | Оденшоу, Дентон, Дройлсден, Дакинфилд, Хайд, Лонгдендейл, Моссли, Стейлибридж                                                                              |
| Большой Манчестер     | Траффорд            |                     | Стретфорд              | Олтрингем, Боудон, Хейл, Сейл, Эрмстон, Партингтон |
| Большой Манчестер     | Уиган               |                     | Уиган                  | Абрам, Аштон-ин-Мейкерфилд, Эспалл, Эстли, Этертон, Брин, Голборн, Хайер Энд, Хиндли, Инс-ин-Мейкерфилд, Ли, Оррелл, Шевингтон, Стэндиш, Тилсли, Уинстэнли |

## См. также

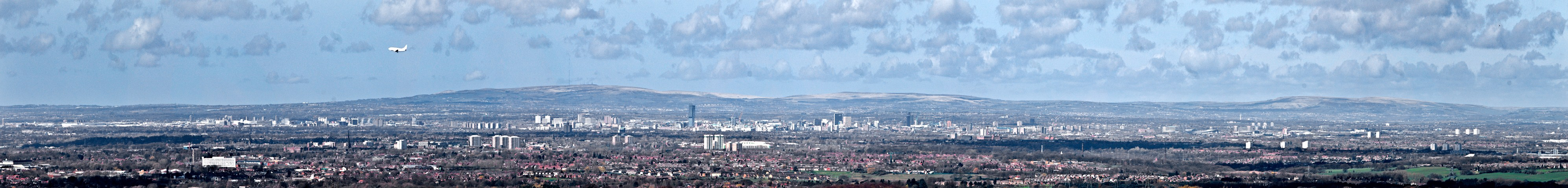
Панорама Большого Манчестера. Графство высоко урбанизировано и состоит из большого количества поселений городского типа